# Епархия Лорены
Епархия Лорены (лат. Dioecesis Lorenensis) — епархия Римско-Католической церкви с центром в городе Лорена, Бразилия. Епархия Лорены входит в митрополию Апаресиды. Кафедральным собором епархии Лорены является церковь Пресвятой Девы Марии Пиета.

## История
31 июля 1937 года Римский папа Пий XI издал буллу «Ad christianae plebes», которой учредил епархию Лорены, выделив её из епархии Таубате. В этот же день епархия Лорены вошла в митрополию Сан-Паулу. 19 апреля 1958 года епархия Лорены вошла в митрополию Апаресиды.

## Ординарии епархии
- епископ Francisco do Borja Pereira do Amaral (21.12.1940 — 3.10.1944), назначен епископом Таубате
- епископ Luís Gonzaga Peluso (13.06.1946 — 25.07.1959), назначен епископом Кашуэйру-ди-Итапемирина
- епископ José Melhado Campos (29.05.1960 — 22.02.1965)
- епископ Cândido Rubens Padín (3.01.1966 — 27.04.1970), назначен епископом Бауру
- епископ Antônio Afonso de Miranda (3.11.1971 — 11.07.1977)
- епископ João Hipólito de Morais (11.07.1977 — 10.01.2001)
- епископ Eduardo Benes de Sales Rodrigues (10.01.2001 — 4.05.2005), назначен архиепископом Сорокабы
- епископ Benedito Beni dos Santos (26.04.2006 — 25.09.2013)
- епископ João Inácio Müller (с 25.09.2013)

## Источник
- Annuario Pontificio, Libreria Editrice Vaticana, Città del Vaticano, 2003, ISBN 88-209-7422-3
- Булла Ad christianae plebis, AAS 30 (1938), p. 56  (лат.)